# Tomáš Masaryk
Tomáš Garrigue Masaryk (IPA: [ˈtomaːʃ ˈɡarɪk ˈmasarɪk]) (Hodonín, 7 marzo 1850 – Lány, 14 settembre 1937) è stato un sociologo, filosofo e politico cecoslovacco, famoso per essere stato il fondatore e primo presidente della Cecoslovacchia. Fondò anche l'Università di Brno, che in seguito fu rinominata Masarykova univerzita in suo onore.

## Biografia
Masaryk nacque a Hodonín (allora chiamata con il nome tedesco di Göding), in Moravia, all'epoca parte dell'impero austro-ungarico, da padre cocchiere e madre cuoca. Da giovane venne avviato al mestiere di fabbro. Studiò successivamente a Brno, a Lipsia, dove conobbe Edmund Husserl, e a Vienna (1872-1876 con Franz Brentano). Nel 1876 ottenne il dottorato e nel 1879 l'abilitazione all'insegnamento universitario con una tesi sul suicidio.
Venne chiamato nel 1882 alla cattedra di filosofia della nuova università ceca a Praga. L'anno successivo iniziò a pubblicare la rivista Athenaeum, volta a sprovincializzare l'ambiente culturale del suo paese. Contribuì a smascherare falsi manoscritti in ceco antico e si oppose a pregiudizi razziali e antisemiti. Nel 1878 aveva sposato la musicologa statunitense di origine ugonotta Charlotte Garrigue associandone il cognome al fine di sostenere la sua lotta per l'emancipazione femminile. Di qui la sigla TGM (Tomáš Garrigue Masaryk).
Nel  1900 contribuì alla  fondazione del Partito popolare ceco poi "progressista", ma al Parlamento di Vienna viene eletto con il concorso dei voti socialdemocratici. Allo scoppio della prima guerra mondiale scelse l'esilio e fu l'Italia il primo paese a offrirgli il permesso di soggiorno. Fece tappa a Venezia e si fermò a Roma tra il dicembre 1914 e il gennaio 1915. Quindi partì alla volta di Ginevra, Parigi e Londra, dove come convinto sostenitore del cecoslovacchismo continuò la sua attività per la creazione di uno Stato cecoslovacco. Nel 1917 andò in Russia per organizzare la Legione cecoslovacca, che avrebbe dovuto essere impiegata sul fronte occidentale, ma di fatto divenne il primo nucleo delle forze controrivoluzionarie occidentali contro i bolscevichi.
Da Vladivostok via Tokyo raggiunse gli Stati Uniti, dove entrò in contatto con il presidente Woodrow Wilson e gli prospettò le ragioni della sua causa. Il 30 maggio 1918 firmò a Pittsburgh l'accordo che sanciva la nascita di uno stato comune dei cechi e degli slovacchi con parità di diritti. In America, ottenne il riconoscimento del governo provvisorio cecoslovacco e preparò la Dichiarazione di Washington come dichiarazione di indipendenza dello stato cecoslovacco. Chiese anche aiuto alle legioni cecoslovacche in Russia.  Dopo la caduta dell'Impero austro-ungarico, l'Assemblea nazionale provvisoria il 14 novembre 1918 lo elesse primo presidente della Repubblica cecoslovacca. Venne successivamente confermato nel 1920, nel 1927 e nel 1934. Si dimise nel 1935 per ragioni di salute e gli succedette il suo migliore allievo e collaboratore Edvard Beneš, che come lui appartenne alla Massoneria.
Per quanto riguarda le minoranze etniche inserite nel nuovo stato, l'ordinamento cecoslovacco, pur essendo di stampo centralistico, attribuì ad esse diritti senz'altro superiori a quelli stabiliti da altri paesi, per esempio la Polonia, la Romania, la Jugoslavia e l'Italia fascista, ma non va dimenticato che esse erano in Cecoslovacchia molto più consistenti che altrove, arrivando fino a circa il 50% dell'intera popolazione. I soli Tedeschi erano tanto numerosi da rendere impossibile le stesse politiche di assimilazione forzata attuate ad esempio contro gli Ungheresi fin dal gennaio 1919 e non fu un caso se due ministri della minoranza tedesca dei Sudeti furono sempre nel governo di Praga dal 1926 al 1938. Suo figlio, Jan Masaryk, fu ministro degli Esteri nel governo in esilio di Beneš (1940-1945) e successivamente in quello di Klement Gottwald fino al 10 marzo 1948, quando venne trovato morto nel cortile di Palazzo Černín, sede del Ministero.

## Opere
- La Nuova Europa. Il punto di vista slavo, Edizioni Studio Tesi (ora distribuito dalle Edizioni Mediterranee di Roma),  a cura di Francesco Leoncini.
- La Russia e l'Europa. Studi sulle correnti spirituali in Russia, Bologna, FirenzeLibri Editore 1971, 2 voll., Nuova edizione completamente riveduta con aggiornamento storico e bibliografico.